# Toren van Pisa
De Toren van Pisa is de vrijstaande klokkentoren (een campanile) behorend tot de kathedraal van Pisa (Duomo di Pisa). De toren is een van de onderdelen van de Piazza dei Miracoli. Bouwmeesters waren Guglielmo en Bonanno Pisano. De 55,85 meter hoge toren staat zo'n 4 meter uit het lood. Door de scheefstand trekt de toren veel toeristische bezoekers.

## Scheef en krom
Kort na het begin van de bouw in 1173 begon de toren al over te hellen. Doordat men loodrecht verder bouwde is de toren niet alleen scheef, maar ook krom. Voor de restauratie van 1990 stond de toren 5,5 graad uit het lood. Sinds de voltooiing van die restauratie in 2001 is de helling ongeveer 3,99 graad. De overhang is teruggebracht van 4,5 meter naar 3,9 meter. De toren is 15 meter breed.

## Bouw
De toren werd opgebouwd in drie etappes, verdeeld over een periode van tweehonderd jaar. De constructie van de eerste verdiepingen begon op 9 augustus 1173. Na de bouw van de derde verdieping in 1178 ging de toren hellen. De werken aan de toren lag daarna ongeveer honderd jaar stil, doordat de inwoners van Pisa in oorlog verwikkeld waren met Genua en Florence. Dit gaf de grond tijd om te zetten; was de toren in één keer volgens plan afgebouwd, dan was hij zeker omgevallen.
In 1272 werd de bouw hervat door Giovanni di Simone. Toen al merkte men op dat de reeds gebouwde verdiepingen scheef stonden, en er werd dus besloten die scheefheid in de volgende verdiepingen te neutraliseren door aan de ene zijde meer mortel te gebruiken dan aan de andere. De bouw viel opnieuw stil in 1284.
In 1372 werd de toren afgewerkt met de bouw van de bovenste verdieping. De toren was toen al sterk naar de andere zijde overgeheld, en opnieuw werd besloten dit constructief op te lossen. De bovenste verdieping werd opnieuw recht gebouwd. Hier waren ingrijpende wijzigingen voor nodig: zo heeft het opstapje bovenaan aan één zijde drie treden minder dan aan de tegenoverliggende kant.

## Reddingsoperatie
In 1964 vroeg de Italiaanse regering om hulp om te zorgen dat de toren met een geschat gewicht van 14.453 ton niet om zou vallen.
In 1990 werd de toren gesloten uit veiligheidsoverwegingen. Vervolgens werd hij gerestaureerd om de helling te verminderen. Na bijna 12 jaar werk werd de toren weer voor het publiek geopend in 2001.
In augustus 2004 heeft een evaluatie van experts uitgewezen dat de toren de eerstvolgende drie eeuwen niet zal instorten. "De toren is opnieuw in veiligheid", stelde professor Carlo Viggiani van de Universiteit van Napels Federico II in de Italiaanse media.
Professor Michele Jamiolkowski, de ingenieur die de renovatiewerken leidde, voegde eraan toe dat de 800 jaar oude toren sinds 2008 weer stabiel is. Gedurende de laatste fase van de renovatie, die 28 miljoen euro kostte, hebben experts de fundamenten van het gebouw versterkt en de toren 44 centimeter rechter getrokken. De overhelling bedroeg in 1993 vier en halve meter. Nu is deze gestabiliseerd op een kleine vier meter. Met de moderne techniek is het wel mogelijk de toren helemaal recht te zetten, maar daar werd van afgezien omdat dat het toerisme geen goed zou doen. De toren heeft nu weer dezelfde glooiingshoek als in het jaar 1700.

## Klokken
| Naam         | Toon | Gewicht | Jaar | Gieter                     |
| ------------ | ---- | ------- | ---- | -------------------------- |
| Assunta      | b2   | 3620 kg | 1654 | Giovanni Pietro Orlandi    |
| Crocifisso   | cis3 | 2462 kg | 1818 | Gualandi da Prato          |
| San Ranieri  | dis3 | 1448 kg | 1720 | Giovanni Andrea Moreni     |
| Vespruccio   | e3   | 1000 kg | 1501 | Nicola di Jacopo           |
| Dal Pozzo    | g3   | 1434 kg | 2002 | Papale Marinelli di Agnone |
| Pasquereccia | gis3 | 1014 kg | 1262 | Lotteringo                 |
| Terza        | b3   | 300 kg  | 1473 |                            |

## Verwijzingen
- In tegenstelling tot wat in sommige bronnen vermeld wordt, demonstreerde Galileo in 1609 niet boven op deze klokkentoren hoe een telescoop werkte aan de Venetiaanse Dogen die zijn studie naar de sterren en hemellichamen financierden, maar op de Campanile in Venetië. Er wordt verder beweerd dat hij voorwerpen van de toren liet vallen om de valeigenschappen te bestuderen. Ook dit is vermoedelijk niet waar.[3]
- Een Nederlandstalige schlager uit het eind van de jaren 50 van de 20e eeuw was Dat torentje van Pisa (tekst: Pi Veriss). Het lied werd uitgevoerd door onder anderen Henk van Montfoort, de Selvera's en Herman Tholen.
- Het NTS-journaal berichtte op 1 april 1960 dat de toren van Pisa zou zijn omgevallen.
- Het Nederlandse televisieprogramma Pisa over "alles wat scheef is in Nederland" (1982-1985) is genoemd naar de toren.
- Er bestaat een spel gebaseerd op de Toren van Pisa, waar het de bedoeling is om op een wiebelend torentje zo veel mogelijk poppetjes te plaatsen, zonder dat het omvalt. Dit spel was tevens een onderdeel uit de finale van Ron's Honeymoonquiz, die tussen 1987 en 1996 werd uitgezonden.